# Ys Seven
Ys Seven (イース7?, Īsu 7) - reso graficamente "Ys ζ Seven" - è un videogioco sviluppato da Nihon Falcom, pubblicato da quest'ultima in Giappone, da Wangyuan Shengtang in Cina, e da Xseed nel resto del mondo, e distribuito da Steam, PlayStation Network, Humble Store e GOG.com tra il 2009 e il 2017 per PlayStation Portable, Microsoft Windows e PlayStation Vita.
È il settimo capitolo della serie "Ys", iniziata nel 1987.

## Trama

### Ambientazione
Il gioco è ambientato nel regno di Altago, situato nella costa a sud del continente di Elesia, che prospera come città commerciale sul Meadow Sea nonostante la presenza di diverse aree non sviluppate nell'entroterra.

### Storia
L'intera trama del gioco è narrata tramite la voce di un narratore.
Il gioco inizia su una nave che approda nel porto della capitale del regno di Altago, dove sono diretti Adol Christin (personaggio giocante) e il gigante Dogi; i due sono alla ricerca di avventura e si spostano quindi nelle zone selvagge dell'entroterra di Altago, dove affrontano i Cavalieri del Drago - facenti parte dell'esercito di Altago - mentre questi cercavano di molestare una venditrice di fiori e la sorella muta.
Poco dopo vengono intercettati dagli altri cavalieri dell'esercito di Altago e vengono incarcerati, ma il re di Altago decide di ingaggiarli per scoprire la fonte di alcuni pesanti terremoti verificatisi negli ultimi tempi nella zona del regno; più tardi Adol e Dogi scoprono che gli antichi Cinque draghi sepolti si stanno risvegliando per prevenire un'imminente catastrofe.
I Cinque draghi conferiscono a Adol dei poteri per combattere i mostri che compromettono la sicurezza di Altago e dell'intero continente di Elesia, tra cui giganti e titani. Infine gli eroi radunano una squadra di altri avventurieri e riescono a riportare la serenità a Elesia: i Cinque draghi, sotto forma di sigilli sferici, li ringraziano e volano via. La squadra si separerà, ma Adol e Dogi continueranno a vegliare su Altago e svolgeranno altri servizi per conto del re.

## Modalità di gioco
Il giocatore può esplorare i vari territori e combattere i nemici alternando armi a incantesimi offensivi ottenibili con il progredire nella partita.
La quantità di danni inflitti ai nemici varia a seconda delle diverse categorie di armi e di nemici disponibili:
- le armi da taglio infliggono danni maggiori ai nemici semplici;
- le armi potenti infliggono danni maggiori ai nemici resistenti e/o corazzati;
- le armi perforanti infliggono danni maggiori a nemici semplici, volanti e a un qualsiasi nemico che non è munito di corazza.

Alcuni nemici non sono vulnerabili o resistenti ad alcun tipo di arma, quindi la quantità di danni rimane invariata a prescindere dal tipo dell'arma.
Il giocatore può apprendere diverse abilità che inserisce nell'apposito slot (4 contemporaneamente per ogni personaggio) e che può usare in combattimento contro i nemici: quando la barra blu che si trova sopra la barra di vitalità rossa si riempie il personaggio comandato dal giocatore può usare l'abilità selezionata per eseguire un attacco speciale; la barra delle abilità si riempie quando il personaggio comandato dal giocatore colpisce i nemici. Ogni abilità è legata alle armi che possiede ogni personaggio.
Per eseguire gli attacchi è necessaria una quantità sufficiente di energia, rappresentata da alloggiamenti accanto all'immagine del personaggio con il quale si sta giocando.
Il giocatore può creare delle squadre composte da un massimo di 2 personaggi (oltre a Adol) e controllare ciascun personaggio della squadra creata a piacimento; se un personaggio è a corto di vitalità o di energia il giocatore può iniziare a controllare un altro personaggio, mentre tutti gli altri sono controllati dall'intelligenza artificiale.
Il giocatore accumula punti esperienza (sp) parando e deviando gli attacchi dei nemici - esclusi i boss, i cui attacchi non sono sempre parabili o deviabili - e può usarli per potenziare gli attributi di ogni personaggio ed eventualmente per sbloccare nuovi attacchi; se tuttavia il personaggio comandato dal giocatore non devia o non para in tempo un attacco di un nemico non riceverà alcun punto, ma il danno subìto sarà doppio.

## Accoglienza
| Testata                          | Versione     | Giudizio |
| -------------------------------- | ------------ | -------- |
| Metacritic (media al 18/09/2020) | Windows      | 80/100   |
| Metacritic (media al 18/09/2020) | PSP          | 79/100   |
| Destructoid                      | Windows, PSP | 8/10     |
| IGN                              | PSP          | 8/10     |
| GameSpot                         | PSP          | 7,5/10   |
| Famitsū                          | PSP          | 32/40    |
| GamePro                          | PSP          | 3,5/5    |

Il gioco ha ricevuto valutazioni prevalentemente medio-alte dalla critica specializzata e dai revisori.
IGN ha trovato che Ys Seven sia un J-RPG "davvero godibile" e che il fatto che i boss richiedano "grande concentrazione" contribuisce ad "impedire che il gioco risulti noioso"; Destructoid, che ha recensito sia la versione per PSP che quella per Windows, ha dato la stessa valutazione a entrambe le versioni ribadendo che Ys Seven è "uno sforzo impressionante con alcuni problemi evidenti che lo trattengono" e che "non stupirà tutti, ma vale tempo e denaro"; GameSpot ha lodato principalmente la difficoltà nei combattimenti contro i boss e il solido sistema di creazione degli oggetti, mentre ha lamentato la meccanicità della trama e i "personaggi cliché".